# Devil in the Flesh
Devil in the Flesh, amerikansk skräckfilm/thriller, från 1998, regisserad av Steve Cohen, med manus av Richard Brandes.

## Handling
Hon är ung... vacker... sexig och farlig. Debbie Strand (Rose McGowan) är den nya tjejen som alla i klassen lägger märke till. Från och med det ögonblick hon träder in i klassrummet så sätter hon klorna i sin lärare, Peter (Alex McArthur). Men hennes försök att förföra honom lyckas inte och till slut så måste hon ta till med utpressning. Det som Debbie vill ha, ska hon få, oavsett vad som står emellan. Och när ett okänt förflutet med olösta mord blir känt så riskerar Debbies lek att involvera mord igen.

## Om filmen
- Devil in the Flesh har en uppföljare; Devil in the Flesh 2 från 2000 där Jodi Lyn O'Keefe tar Rose McGowans roll som Debbie. McGowan fick inte vara med i uppföljaren eftersom hon krävde för hög lön för filmens budget, då hon hade blivit känd under de två år som hade gått.
- Rose McGowan och Jodi Lyn O'Keefe träffades år 2004 under inspelningarna av TV-serien Förhäxad.
- Debbies farmor är starkt kristen. Rose McGowan föddes och levde några år på ett kloster i Italien.
- Den svenska videoutgåvan fick namnet Dearly Devoted.

## Rollista (i urval)
- Rose McGowan - Debbie Strand
- Alex McArthur - Peter Rinaldi
- Peg Shirley - Fiona Long
- Sherrie Rose - Marilyn

## Trailer
- http://www.imdb.com/title/tt0143213/trailers-screenplay-E24554-10-2